# Brenta (Lombardei)
Brenta ist eine italienische Gemeinde (comune) in der Provinz Varese in der Region Lombardei.

## Geographie
Die Gemeinde liegt etwa 13 Kilometer nordwestlich von Varese am Boesio und gehört zur Comunità montana Valli del Verbano. Die bedeckt eine Fläche von 4,25 km². Zu Brenta gehört die Fraktion San Quirico. Der Lago Maggiore liegt etwa 6 Kilometer westlich. Die Nachbargemeinden sind Azzio, Casalzuigno, Castelveccana, Cittiglio und Gemonio.

## Geschichte
Brenta, ein Ort, der in den Statuten der Straßen und Gewässer des Herzogtums Mailand erwähnt wird und zur Pieve von Cuvio gehörte, gehörte zu den Gemeinden, die zur Instandhaltung der Rho-Straße beitrugen (1346). Im Jahr 1450 ging das Dorf von den Visconti an die Familie Cotta über, die es bis 1728 besaß. Tatsächlich wurde das Gebiet von Val Cuvia im Jahr 1450 mit einer Urkunde des Notars Giacomo Perego vom 16. Mai von Herzog Francesco I. Sforza an seinen Ratsherrn Pietro Cotta als Lehen vergeben. Das Lehen ging 1727 an den Grafen Giulio Visconti Borromeo Arese über, wobei der Verkäufer, der Jurist Pietro Cotta, das Recht hatte, die Lehnsrechte, d. h. die gepolsterte Gebühr, auf Lebenszeit einzuziehen.
In den Registern des Estimo (Grundbuch) des Herzogtums Mailand von 1558 und den nachfolgenden Aktualisierungen im 17. und 18. Jahrhundert war Brenta eine der Gemeinden, die in derselben Pieve erfasst wurden. Im Jahr 1751 wurde das Dorf an den Grafen Giulio Visconti Borromeo Arese belehnt, der dafür 99 Lire und 5 Soldi pro Jahr erhielt. Die Justiz wurde von dem in Cuvio ansässigen Podestà ausgeübt, der ein Gehalt von 9 Lire und 15 Soldi pro Jahr erhielt; aber auch der Konsul, der keinen Eid auf die Strafbanken leistete, brachte die Beschwerden zum königlichen Büro in Varese.
Die Gemeinde hatte keinen allgemeinen Rat. Es gab einen Bürgermeister, einen Konsul und vier Abgeordnete, die von der Gemeinde durch eine öffentliche Urkunde vom 3. Februar 1750 gewählt wurden und die volle Befugnis hatten, den Bürgermeister und den Kanzler zu ernennen und Entscheidungen in ordentlichen und außerordentlichen Angelegenheiten zu treffen, ohne dass Einberufungen und Versammlungen erforderlich waren. Der Kanzler und Bürgermeister, Giovanni Antonio Zoppi, erhielt ein Gehalt von 50 Lire pro Jahr und war von persönlichen Abgaben befreit. Das Grundbuch, das Verteilungsbuch und die Steuerzahlungsbelege wurden vom Standesbeamten aufbewahrt.

## Bevölkerung
| Bevölkerungsentwicklung | Bevölkerungsentwicklung | Bevölkerungsentwicklung | Bevölkerungsentwicklung | Bevölkerungsentwicklung | Bevölkerungsentwicklung | Bevölkerungsentwicklung | Bevölkerungsentwicklung | Bevölkerungsentwicklung | Bevölkerungsentwicklung | Bevölkerungsentwicklung | Bevölkerungsentwicklung | Bevölkerungsentwicklung | Bevölkerungsentwicklung |
| ----------------------- | ----------------------- | ----------------------- | ----------------------- | ----------------------- | ----------------------- | ----------------------- | ----------------------- | ----------------------- | ----------------------- | ----------------------- | ----------------------- | ----------------------- | ----------------------- |
| Jahr                    | 1751                    | 1805                    | 1853                    | 1881                    | 1901                    | 1921                    | 1951                    | 1961                    | 1971                    | 1991                    | 2001                    | 2011                    | 2021                    |
| Einwohner               | 600                     | 604                     | *773                    | 847                     | 784                     | 708                     | 847                     | 1131                    | 1242                    | 1506                    | 1646                    | 1798                    | 1738                    |

- 1806 Fusion mit  Casalzuigno, Cittiglio und Vararo
- 1827 Fusion mit Cittiglio

## Sehenswürdigkeiten
- Pfarrkirche Santi Vito e Modesto.